# 19367 Pink Floyd
19367 Pink Floyd là một tiểu hành tinh thuộc vành đai chính được đặt tên theo ban nhạc rock người Anh Pink Floyd. Nó được phát hiện ngày 3 tháng 12 năm 1997.[1]